# CaixaForum Lérida
CaixaForum Lleida es un centro cultural gestionado por la "Fundación "la Caixa" que se encuentra en el número 3 de la Avenida de Blondel en la ciudad de Lérida. El edificio que albergaba el antiguo cine Viñes se convirtió en el Centro Cultural de la Fundación "la Caixa" en el año 1989 por lo que se trata, sin duda de una construcción que siempre ha estado vinculada a la cultura, hasta que en el año 2008 modificó su nomenclatura en la línea de otros centros similares que posee la Fundación "la Caixa".
CaixaForum Lleida forma parte de una red de centros CaixaForum que se extiende por varios puntos de la geografía española: CaixaForum Madrid, CaixaForum Barcelona, CaixaForum Sevilla[1] , CaixaForum Zaragoza, CaixaForum Palma, CaixaForum Girona, CaixaForum Tarragona, CaixaForum València y CaixaForum Macaya.

## Fundación "la Caixa"
La Fundación "la Caixa" ha recuperado edificios de gran interés arquitectónico en las principales ciudades del país para convertirlos en centros de divulgación cultural. Una apuesta por el arte y la cultura como fuente de desarrollo personal y social que aporta ciudadanía un punto de encuentro entre conocimiento, personas y espacios dinámicos para todas las edades.

## El edificio
Francesc de Paula Morera i Gatell, arquitecto municipal de Lérida, fue el encargado de dar vida al edificio de CaixaForum Lérida el año 1919. La construcción tiene una serie de detalles modernistas que la convierten en uno de los ejemplos arquitectónicos de este movimiento en toda la ciudad.
Con el nombre de Teatro Viñes, en honor a célebre pianista de la ciudad Ricard Viñes, que vino especialmente de París para inaugurarlo, este ornamental salón abrió sus puertas para acoger conciertos, representaciones teatrales y proyecciones hasta el año 1978. Posteriormente y después de años de desuso el inmueble fue adquirido en el año 1985 por el Montepío y 4 años más tarde después de una profunda transformación que le permitió recuperar sus dos elegantes fachadas este edificio se convirtió en el Centro Cultural "la Caixa" en Lérida.
Actualmente dispone de una sala de exposiciones, un auditorio con una capacidad de 226 plazas y dos salas polivalentes con 50 plazas cada una.

## Exposiciones y actividades culturales
CaixaForum Lérida ofrece un amplio programa de actividades centrado en exposiciones de temática muy variada -algunas de ellas fruto de alianzas entre la Fundació “la Caixa” e importantes instituciones culturales como el Museo del Prado, el Bristish Museum o bien el Musée du Louvre-, visitas comentadas a las mismas, ciclos de conferencias de diversas disciplinas impartidas por especialistas de primer nivel, proyecciones, conciertos, espectáculos, talleres … En definitiva una programación de excelencia pensada para cada tipo de público
Además, CaixaForum Lérida se hace eco de los grandes acontecimientos culturales de la ciudad cediendo sus espacios.